# Yuji Hironaga
Yuji Hironaga (Japans: 廣長 優志, Hironaga Yūji) (Osaka, 25 juli 1975) is een voormalig Japans voetballer.

## Clubcarrière
Yuji Hironaga speelde tussen 1994 en 2004 voor Tokyo Verdy, Gamba Osaka, Yokohama FC en Cerezo Osaka.

## Olympische Spelen
Hironaga vertegenwoordigde zijn vaderland op de Olympische Spelen 1996 in Atlanta. Ondanks een overwinning op Brazilië (1-0) werd de Japanse olympische selectie onder leiding van bondscoach Akira Nishino al in de groepsronde uitgeschakeld.